# 全世界无产者，联合起来！
全世界无产者，联合起来！（德語：Proletarier aller Länder, vereinigt euch!）是国际共产主义运动的著名口号。
1888年由塞缪尔·穆尔翻译、恩格斯校注作序的英文版《共产党宣言》，將當中的「無產者」（proletariats）改為「勞動者」（working men） ，但往后的德文版并未有所改动。

## 歷史
這句口號最初在1847年6月9日伦敦召开的共产主义者同盟第一次代表大会所通过的第一个党章最前面的右上角上。但这个文件只在同盟内部秘密传阅，没有公开，仅盟员们知道这个口号。后来在11月的第二次代表大会通过的第二个正式党章上印有这个口号。
关于这一口号的起源，一种观点认为是由法国女作家弗洛拉·特里斯坦提出，另一种观点认为是马克思和恩格斯在伦敦受到英国宪章协会机关报《北极星报》的诗歌影响。 
马克思和恩格斯 从1847年12月至1848年1月底用德文写成了《共产党宣言》，并在最后一段写道：
|                  | 共产党人不屑于隐瞒自己的观点和意图。他们公开宣布：他们的目的只有用暴力推翻全部现存的社会制度才能达到。让统治阶级在共产主义革命面前发抖吧。无产者在这个革命中失去的只是锁链。他们获得的将是整个世界。 全世界無產者，聯合起來！ |
| ——《共產黨宣言》 | |

這句口号也是苏联和东德的國家格言。

## 中文翻译

### 早期
1919年蘇維埃俄國以“全方貧工之聯合”為譯文印於盧布鈔票上，以表達萬國聯合之意。

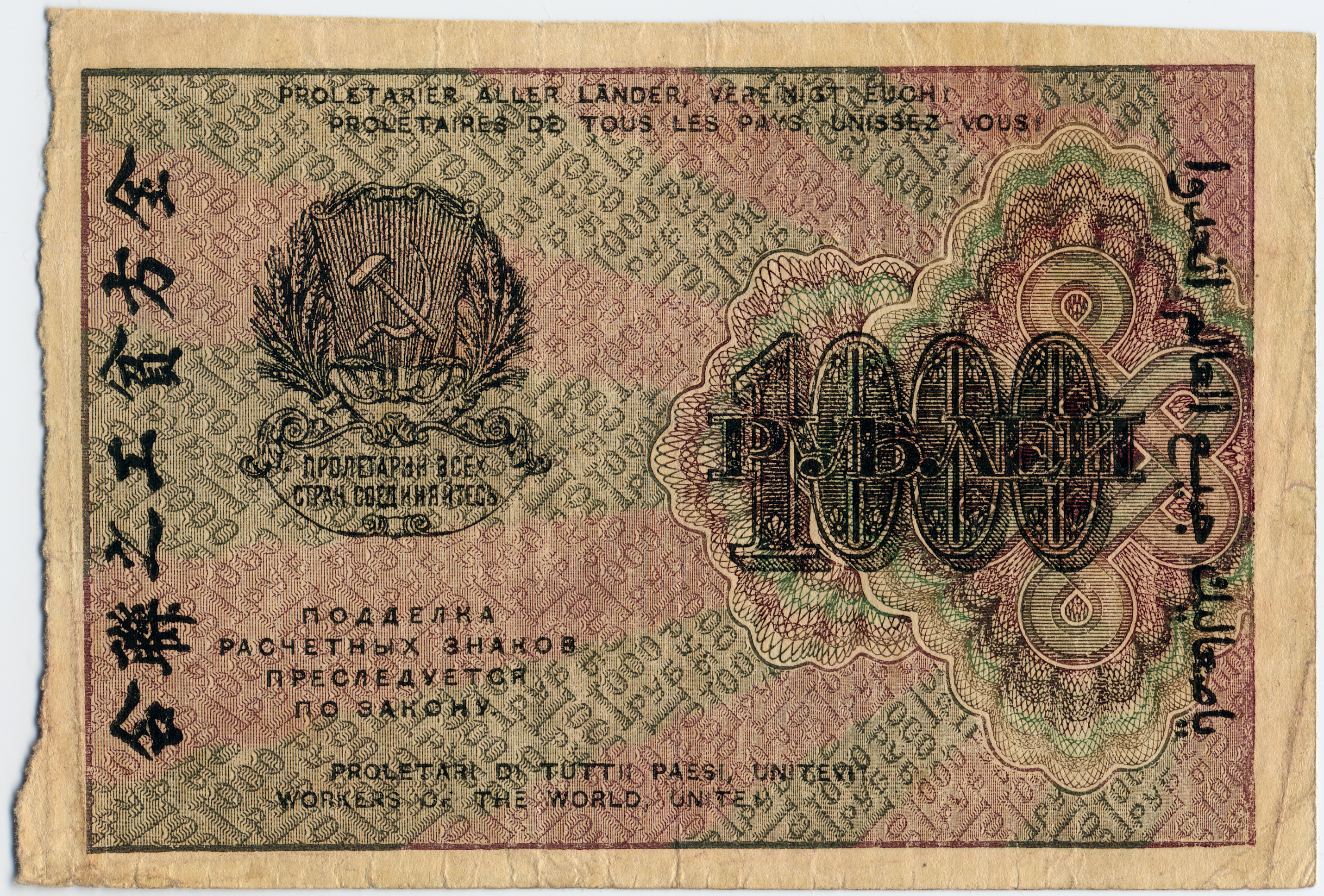
蘇維埃俄國1919年1000元盧布鈔票

1905年11月26日，《民报》第二号刊载朱执信《德意志社会革命家小传》，其中刊载了《共产党宣言》的结尾：
凡共产主义学者，知隐其目的与意思之事，为不衷而可耻。公言其去社会上一切不平组织而更新之之行为，则其目的自不久达。于是压制吾辈、轻侮吾辈之众，将于吾侪之勇进焉詟伏。于是世界为平民的。而乐恺之声，乃将达于源泉。
噫！来，各地之平民，其安可以不奋也！
——朱执信《德意志社会革命家小传》，载于《民报》第二号
1906年6月，宋教仁自日本《社会主义研究》杂志译出《万国社会党大会略史》，对《宣言》结尾内容再作摘译：
马尔克（Karl Marx）之作共产党宣言（Communist Manifesto）也，其末曰：“吾人之目的，一依颠覆现时一切之社会组织而达者，须使权力阶级战栗恐惧于共产的革命之前，盖平民所决者惟铁锁耳，而所得者则全世界也。”
又曰：“万国劳动者其团结！”
——《万国社会党大会略史》，宋教仁译，载于《民报》第五号
1919年5月，《晨报》连载陈溥贤翻译的《马克思的唯物史观》，则对《宣言》结尾做了如下表述：
共产党以隐蔽主义政见，为卑劣的行为。所以我们公然向世人宣言曰：我们能够推倒现时一切的社会组织，我们的目的就可以达到。使他们权利阶级，在共产革命的面前，要发抖。劳动者所丧失的东西，是一条铁链。劳动者所得的东西，是全世界。
愿我万国劳动者团结勿懈！
——〔日〕河上肇《马克思的唯物史观》，陈溥贤译

### 1949年前六种《共产党宣言》中文全译本的翻译

#### 陈望道译本
1920年8月，由陈望道翻译的《共产党宣言》中译本正式出版。这是目前学术界公认最早的《共产党宣言》中文全译本，也是中国第一部完整的中文版马克思主义论著：
共產黨最鄙薄隱密自己的主義和政見。所以我們公然宣言道：要達到我們的目的，只有打破一切現社會的状況，叫那班權力階級在共產的革命面前發抖呵！無產階級所失的不過是他們的鎖鏈，得到的是全世界。
萬國勞動者團結起來呵！
（Workingmen of all Countries unite！）

#### 华岗译本
1930年，华岗翻译的《共产党宣言》出版，这是中国共产党成立以后，有组织地出版的全译本。在译词选用、语言风格、思想把握等方面更加准确、流畅。首次收录了1872年、1883年和1890年3篇德文版序言。译文后半部分附上1888年《宣言》英文版，这也是中国首次采用英汉对照形式出版《宣言》：
共產黨最鄙薄隱秘自己的政見和目標。 所以他們公然宣言：要達到他們的目的，只有用強力打破一切現社會的狀況。讓那班統治階級在共產黨革命底前面發抖呵！
無產階級所失的不過是他們的鎖練。得到的[是]全世界。

全世界無產階級聯合起來! 

#### 成仿吾、徐冰译本
1938年，中共中央宣传部为寻找更加忠实于原文的版本，委托时任陕北公学校长的成仿吾和解放日报编辑徐冰共同翻译德文版的《共產黨宣言》。这个译本的最大特点是首次根据德文原文译出，更准确地传达《共產黨宣言》的思想。该译本第一次在书前刊登了马克思和恩格斯的标准像，除竖排版外，还有横排版：
共產黨人鄙棄把他們的立場與意見隱蔽起來。他們公開聲明，他們的目的。只有用暴力推翻一切從來存在的社會制度，才能夠達到。讓那些統治階級在共產主義革命面前戰慄着吧。無產者在這（指革命——譯者）裏面除了他們的鎖鏈以外再沒有可失的東西。他們將得到整個的世界。
一切國家的無產者，聯合起來呵！

#### 博古译本
1943年5月，中央书记处会议作出《关于一九四三年翻译工作的决定》，指出：“翻译工作尤其是马列主义古典著作的翻译工作，是党的重要任务之一”，“为提高高级干部理论学习，许多马恩列斯的著作必须重新校阅。”博古接受了重新翻译《宣言》的任务。他根据俄文版对成仿吾、徐冰译本进行了重新校译，增译了一篇1882年俄文版序言。此译本首版于1943年8月由延安解放社出版，出版后被中共中央指定为“干部必读书”之一，在各解放区广泛印行：
 共產黨人認為隱秘自己的觀點與意圖是可恥的事。他們公開聲言：他們的目的只有經過暴力的推翻全部現存的社會制度才能達到。讓統治階級在共產主義革命面前戰慄吧！無產者在這個革命中失去的只是鎖鏈。而他們將會得到整個世界。 
一切國度底無產者，聯合起來呵！ 

馬克思和恩格斯以德文作於一八四七年十二月。最初出版於倫敦，一八四八年。 

#### 陈瘦石译本
1943年，国民党统治区出版陈瘦石翻译的《共产党宣言》。由于《宣言》广泛的世界影响，不少外文书籍都对其内容进行引用和分析，西方经济学名著《比较经济制度》中为方便读者理解书中观点，就附录了英文版《宣言》。陈瘦石在翻译《比较经济制度》时，将其附录的《宣言》译出，并以“经济学思想文献”之名通过审查，成为国统区唯一公开发行的《宣言》译本：
 共產黨不願意諱飾他們的見解和目標。他們公開宣佈，袛有用武力摧毀一切社會現狀，他們的目的才能實現。讓統治階級在共產革命前顫慄吧。無產階級除鍊鎖外不會喪失什麼。他們正有一個待征取的世界。
  
全世界工人聯合起來！
 

#### 莫斯科外国文书籍出版局中译本
1948年，为了纪念《共产党宣言》发表100周年，莫斯科外国文书籍出版局出版了封面上注明为“百周年纪念版”的《宣言》汉译本。这个译本主要是谢唯真根据德文版，参考国内各类译本后重新翻译的。这是对当前《宣言》权威译本影响深远的一个译本，其中众多译法沿用至今：
共產黨人認為隱秘自己的觀點和意圖是件可鄙的事情。他們公開聲言：他們的目的只有用強力推翻全部現存社會制度才可以達到。讓那些統治階級在共產主義革命面前發抖吧！無產者在這革命中只會失去自己頸上的一條鎖鏈。他們所能獲得的却是整個世界。
全世界無產者，聯合起來！

## 在其他語言中
這個口號被幾個社會主義國家和共產黨用作他們的官方座右銘。

### 蘇聯的座右銘
在每個蘇聯加盟共和國，當地語言都使用相同的座右銘。
| 語言                    | 座右銘 | 罗马化转写                                                                     | 來自                                                           |
| ----------------------- | ------ | ------------------------------------------------------------------------------ | -------------------------------------------------------------- |
| 俄語                    |        | Proletarii vsekh stran, soyedinyaytes'!                                        | 俄羅斯蘇維埃聯邦社會主義共和國, 蘇聯                           |
| 烏克蘭語                |        | Proletarii vsikh krayin, yednaytesya!                                          | 烏克蘭蘇維埃社會主義共和國                                     |
| 白俄羅斯語              |        | Pralyetarye, wsikh krain, yadnaytsesya!                                        | 白俄羅斯蘇維埃社會主義共和國                                   |
| 烏茲別克語              |        | Butun dunyo proletarlari, birlashingiz!/Butun dunyo proletarlari, birlaşingiz! | 烏茲別克蘇維埃社會主義共和國                                   |
| 哈薩克語                |        | Barlıq yelderdiñ proletarları, birigiñder!                                     | 哈薩克蘇維埃社會主義共和國                                     |
| 喬治亞語                |        | Proletarebo qvela kveqnisa, šeertdit!                                          | 喬治亞蘇維埃社會主義共和國                                     |
| 亞塞拜然語              |        | Bütün ölkələrin proletarları, birləşin!                                        | 亞塞拜然蘇維埃社會主義共和國, 達吉斯坦蘇維埃社會主義自治共和國 |
| 立陶宛語                |        |                                                                                | 立陶宛蘇維埃社會主義共和國                                     |
| 羅馬尼亞語 (西里爾字母) |        | Proletari din toate țările, uniți-vă!                                          | 摩爾達維亞蘇維埃社會主義共和國                                 |
| 拉脫維亞語              |        |                                                                                | 拉脫維亞蘇維埃社會主義共和國                                   |
| 吉爾吉斯語              |        | Bardıq ölkölordün proletarları, birikkile!                                     | 吉爾吉斯蘇維埃社會主義共和國                                   |
| 塔吉克語                |        | Proletarhoi hamai mamlakatho, yak šaved!                                       | 塔吉克蘇維埃社會主義共和國                                     |
| 亞美尼亞語              |        | Proletarner bolor yerkrneri, miac'ek'!                                         | 亞美尼亞蘇維埃社會主義共和國 納哥諾－卡拉巴克自治州            |
| 土庫曼語                |        | Ähli ýurtlaryň proletarlary, birleşiň!/Ähli yurtlarıñ proletarları, birleşiñ!  | 土庫曼蘇維埃社會主義共和國                                     |
| 愛沙尼亞語              |        |                                                                                | 愛沙尼亞蘇維埃社會主義共和國                                   |